# Gas inert
|  | No s'ha de confondre amb gas noble. |

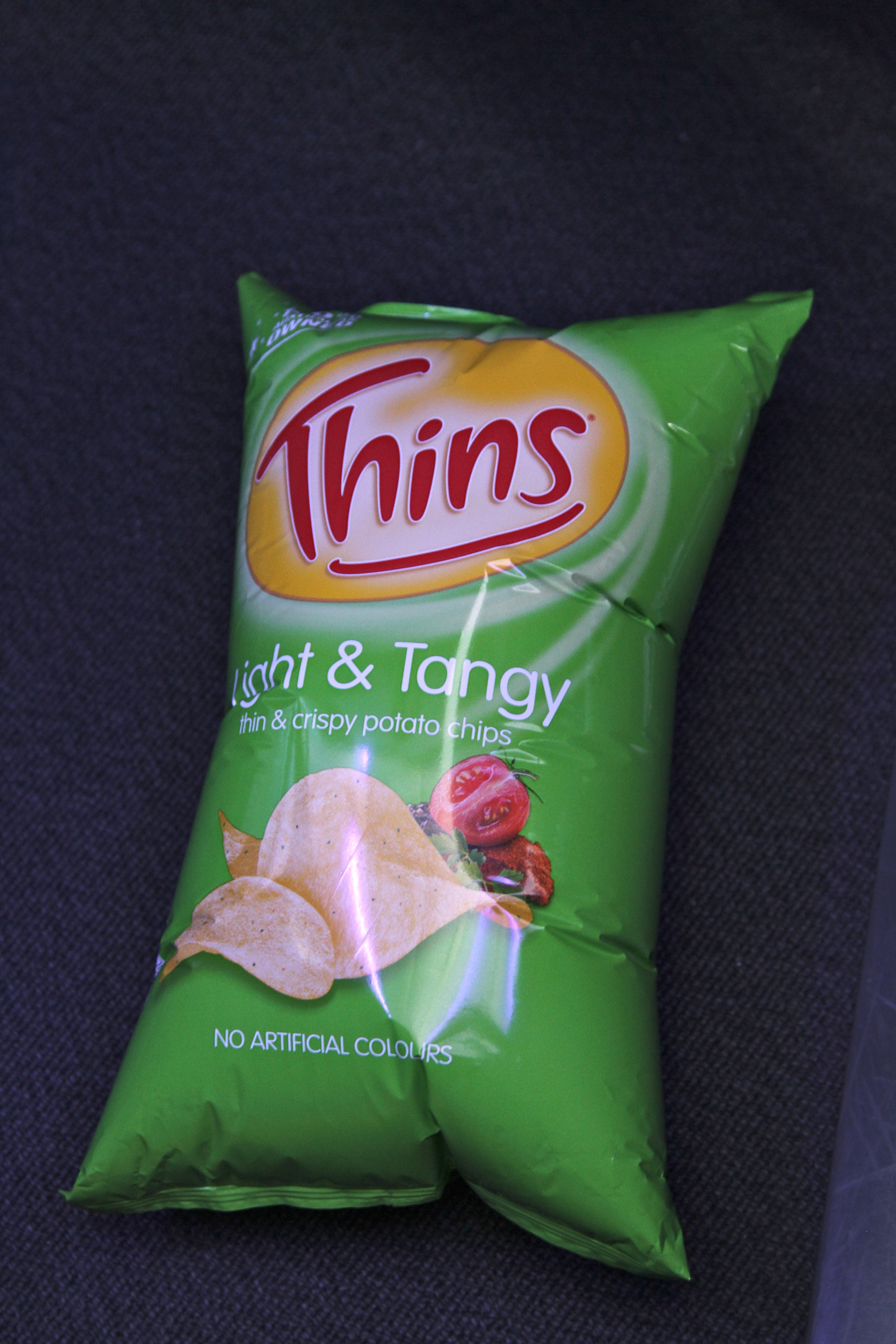
Paquet de patates fregides impregnades d'una atmosfera protectora de gasos inerts.

Un gas inert és un gas no reactiu sota unes determinades condicions de treball químic que pot presentar-se en estat líquid o gasós o trobar-se dissolt.
Els gasos inerts més comuns són el nitrogen i els gasos nobles.
El nitrogen reacciona difícilment a temperatura ambient i generalment són necessàries altes temperatures, pel que segons les condicions pot emprar-se com gas inert; igual succeïx amb altres gasos. Els gasos nobles són menys reactius, disminuint aquesta reactivitat amb els més lleugers.
Els gasos inerts s'empren en algunes reaccions químiques en les quals cal evitar la presència d'un gas reactiu, com per exemple l'oxigen, en processos de soldadura, com gasos portadors en cromatografia de gasos, etc.